# Добровский сельсовет (Могилёвская область)
До́бровский сельсовет (бел. Добраўскі сельсавет) — административно-территориальная единица Горецкого района Могилёвской области Белоруссии. Административный центр — агрогородок Добрая.

## История
В 1917 году был образован Панкратовский сельский Совет с центром в д. Панкратовка. С 5.12.1935 по 26.6.1944 центром сельсовета была д. Макаровка; 18.3.1972 центр сельсовета перенесён в д. Добровка.
Названия:
- с 1917 — Панкратовский сельский Совет крестьянских депутатов
- с 14.1.1918 — Панкратовский сельский Совет рабочих, солдатских и крестьянских депутатов
- с 23.2.1918 — Панкратовский сельский Совет рабочих, крестьянских и красноармейских депутатов
- с 5.12.1935 — Панкратовский сельский Совет депутатов трудящихся
- с 18.3.1972 — Добровский сельский Совет депутатов трудящихся
- с 7.10.1977 — Добровский сельский Совет народных депутатов
- с 15.3.1994 — Добровский сельский Совет депутатов[1].

Административная подчинённость:
- с 1917 — в Горецком уезде
- с 20.8.1924 — в Горецком районе[1].

## Состав
Включает 17 населённых пунктов:
- Азаровичи — деревня.
- Болбечено — деревня.
- Голышено — деревня.
- Гощ-Чарный — деревня.
- Добрая — агрогородок.
- Ермаки — деревня.
- Комаровичи — деревня.
- Матюты — деревня.
- Мошково — деревня.
- Медовая Поляна — хутор.
- Панкратовка — деревня.
- Рекотка — деревня.
- Сахаровка — деревня.
- Стан — деревня.
- Старинка — деревня.
- Тушково — деревня.
- Чепелинка — деревня.